# Piet Schoonenberg
Petrus Johannes Albertus Maria („Piet“) Schoonenberg (* 1. Oktober 1911 in Amsterdam; † 21. September 1999 in Nijmegen) war ein niederländischer katholischer Theologe. 

## Leben
Schoonenberg trat 1930 in den Jesuitenorden ein und empfing 1939 die Priesterweihe. 1948 wurde er in Maastricht zum Dr. theol. promoviert. Nach Lehrtätigkeit in Maastricht und Amsterdam war er von 1964 bis 1976 Professor für Dogmatik an der Katholischen Universität Nijmegen. Seine Antrittsvorlesung am 14. Mai 1965 trug den Titel Gott oder Mensch: ein falsches Dilemma. Sein Lehrstuhlnachfolger wurde Hermann Häring. 
Schoonenbergs Dissertation Theologie als geloofsvertolking. Een kritische samenvatting van de leerstellig inhoud der heedendaagse katholieke franse literatuur over de verhooding der spekulatieve theologie tot het geloof blieb unveröffentlicht.

## Veröffentlichungen (Auswahl)
- Het geloof van ons doopsel, 1955.
  - Bund und Schöpfung. Zürich 1970.
- De macht der zonde. Inleiding op de verlossingsleer, 1962.
  - Theologie der Sünde. Ein theologischer Versuch. Einsiedeln 1966.
- Hij is een God van mensen, 1966.
  - Ein Gott der Menschen. Zürich 1969.
- De geest, het woord en de zoon, 1991.
  - Der Geist, das Wort und der Sohn. Eine Geist-Christologie. Regensburg 1992.